# سالن نینوی آکوئینو

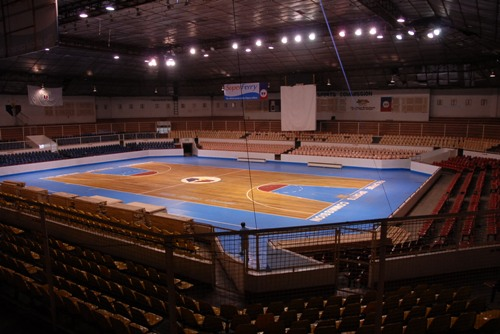
فضای داخلی محل قبل از نوسازی سال ۲۰۱۹

سالن نینوی آکوئینو، یک سالن ورزشی سرپوشیده است که در مانیل، فیلیپین واقع شده است. در ابتدا در دهه ۱۹۶۰ ساخته شد و با نام ریزال مولتی پورپوس آرنا نامگذاری شد، در سال ۱۹۸۹ برای بازسازی و تغییر نام یافت.

## رویدادهای مهم در سالن نینوی آکوئینو
- مسابقات قهرمانی زیر ۱۸ سال آسیا ۱۹۸۹
- مسابقات قهرمانی بسکتبال آسیا ۲۰۱۳